# Karina Velásquez
Pour les articles homonymes, voir Karina et Velásquez.
Karina Velásquez, née le 20 septembre 1979 à Caracas, est un mannequin et une actrice de cinéma et de théâtre vénézuélienne.

## Carrière
En 2011, elle joue à la télévision dans Animal Planes, la série pour adolescents dirigée par Alejandro Palacios.
En 2013, elle incarne Doña Gertrudis de Blanco dans La Precursora. Puis on la retrouve dans Los secretos de Lucía, une telenovela tournée en Haute-Définition produite au Venezuela, en Colombie et à Miami, avec une équipe artistique internationale, aux côtés de Juan Pablo Raba (en), Irán Castillo, Plutarco Haza, David Medel, María Dalmazzo, Roberto Escobar et Julián Gil, dirigée par Felipe Paz sous la réalisation de Jorg Hiller. Elle y joue La India, une femme qui exécute les ordres d'un trafiquant d'armes. 
En 2015, elle interprète dans Amor secreto, Virginia Gutiérrez, un des dix personnages principaux, une femme qui lutte constamment pour sa liberté.

## Filmographie
- 2011 : La Niña de Maracaibo : Chiquinquira
- 2013 : Los secretos de Lucía (série télévisée) : La India
- 2014 : Las Caras del Diablo 2 : Ada
- 2014 : Suramericano : Karina
- 2014 : Liz en Septiembre : Yolanda
- 2015 : Hasta Que La Muerte Nos Separe : Barbara
- 2015-2016 : Amour secret (série télévisée) : Virginia Gutiérrez Vielma
- 2016 : Adn2010
- 2016 : Tamara : María Isabel
- 2017 : Hasta el 2 mil siempre : Paola Urdaneta

## Théâtre
- 2007 : 4 Corazones Con Freno y Marcha Atrás
- 2008 : El Rey David
- 2008 : Cascanueces Flamenco
- 2008 : Perla Negra
- 2009 : Bárbara y sus Cachorros
- 2009 : Encantada
- 2010 – 2011 : Hospital Central
- 2011 : Joaquina Sánchez
- 2011 – 2014 : A 2.50 La Cuba Libre
- 2011 : Seguimos o Paramos
- 2012 : Sexo
- 2013 : Stop Kiss
- 2013 : Meñique
- 2013 : Mr. Cacri
- 2013 : Todo o Nada
- 2014 : Sex Point
- 2015 : Los Hombres no Mienten